# Посольство России в Нидерландах
52°05′11″ с. ш. 4°17′11″ в. д.

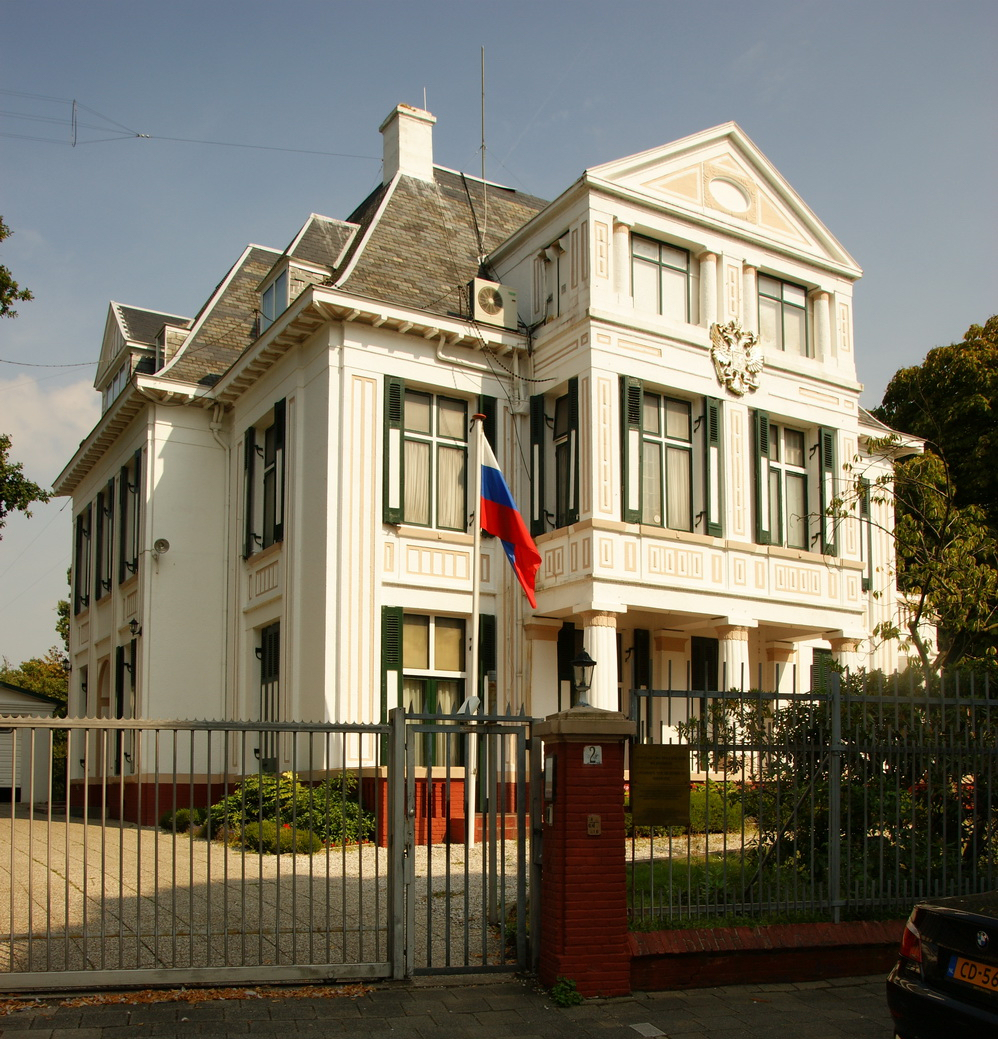
Посольство России в Гааге

Посольство России в Нидерландах является официальным дипломатическим представительством Российской Федерации в Королевстве Нидерландов и расположено в третьем по величине городе страны — Гааге, являющейся неофициальной столицей Нидерландов.

## История отношений

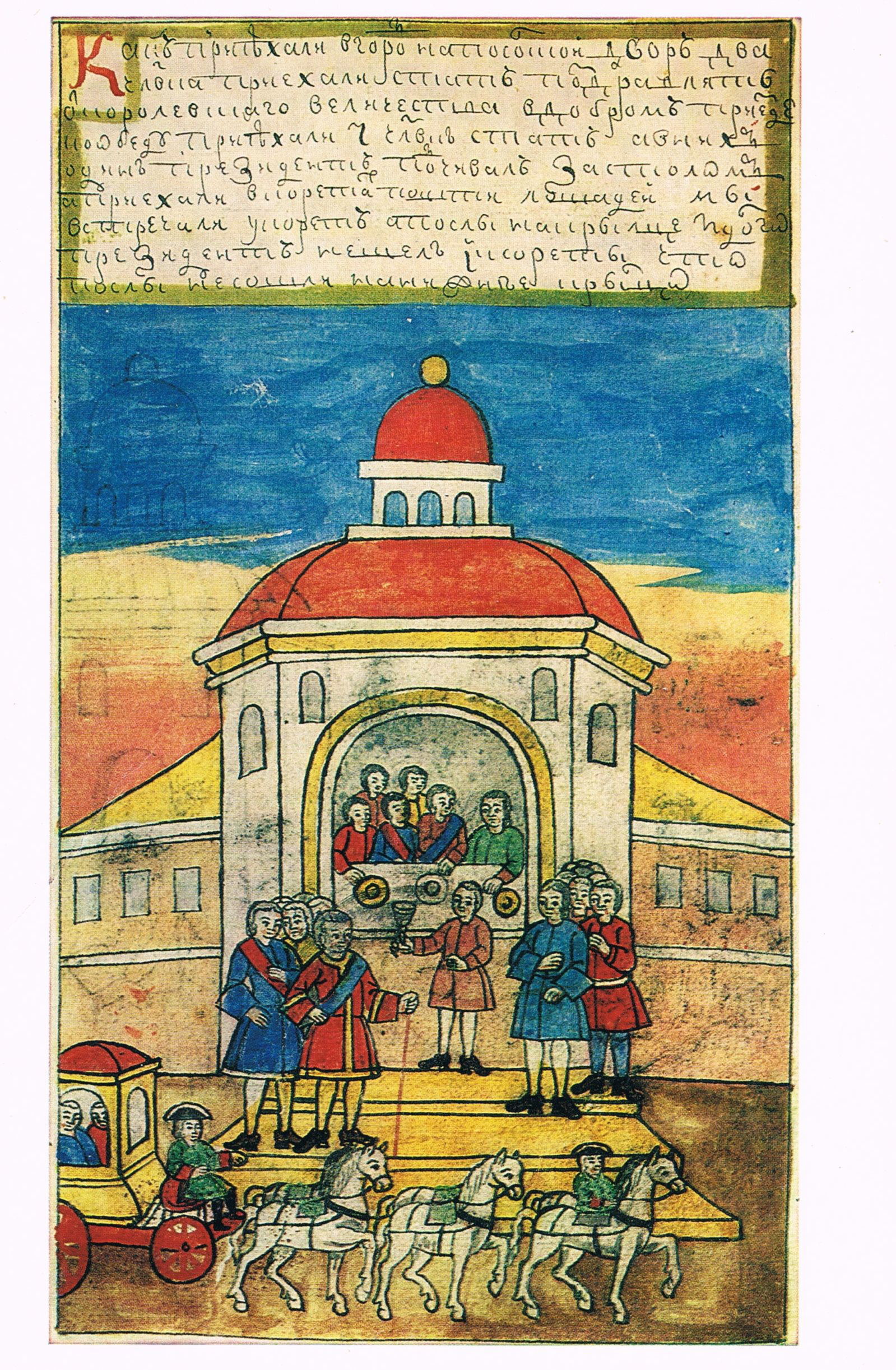
Русские послы в Гааге. Миниатюра из рукописи 1-й пол. 18 века "История Петра I", соч. П. Крекшина

Начало регулярных контактов России с Нидерландами относится к периоду царствования Ивана Грозного (1547—1584), когда голландские купцы впервые появились в Архангельске.
Первые официальные контакты между двумя государствами относятся к началу XVII века. В 1613 году русские посланники Степан Ушаков и Семён Заборовский посетили Нидерланды и вручили принцу Морицу Оранскому грамоты от русского царя Михаила Фёдоровича с извещением о его вступлении на престол и просьбой о помощи в борьбе против Польши. С этого времени обеими сторонами периодически предпринимались усилия по активизации отношений.
В 1696 году молодой русский царь Пётр I решил направить в Нидерланды, Англию, Венецию и Австрию своё посольство, состоявшее из 200 человек и получившее название Великого посольства. Спустя три года, в 1699 году было учреждено постоянное дипломатическое представительство России в Гааге, которое возглавил Андрей Артамонович Матвеев в ранге чрезвычайного и полномочного посла.
Российско-голландские связи продолжали развиваться при Екатерине I, когда оживилась торговля России и Нидерландов через Архангельск.
Восьмидесятые годы XVIII века ознаменовались дальнейшим сближением между Россией и Нидерландами, что во многом было связано с мирной инициативой русского правительства по созданию Лиги нейтральных государств для защиты торгового мореплавания.
В последующие годы, во времена Наполеоновских войн отношения между Россией и Нидерландами укрепились, чему в немалой степени способствовала помощь, оказанная Нидерландам в войне с наполеоновской Францией.
Отношения между Россией и Нидерландами большей части XIX и начале XX  века носили подчёркнуто дружеский характер. За период 1840-1886 гг. между двумя странами было подписано 8 конвенций, трактатов и других договорных актов - столько, сколько было подписано за всю предыдущую историю двусторонних отношений.
После октябрьской революции 1917 года в России двусторонние отношения резко ухудшились, а после расстрела царской семьи, с которой королевская династия Оранских имела тесные родственные связи, они были разорваны.
После начала Второй мировой войны и оккупации Нидерландов нацистами в мае 1940 года отношение Нидерландов к СССР начинает меняться, т.к. теперь страны связывает общая цель – борьба с нацистской Германией. 10 июля 1942 года СССР устанавливает дипломатические отношения с правительством Нидерландов в изгнании (в Лондоне) на уровне дипмиссий. В том же году миссия была преобразована в посольства.
После Второй мировой войны отношения между двумя странами вновь ухудшаются, чему способствовали события в Индонезии в 1946-1948 гг.
В 1960-е годы, благодаря  «оттепели» в СССР, отношения улучшаются и в 1963 году они были нормализованы, произошёл обмен послами.
В последующие годы отношения снова обострились из-за проблемы прав человека в СССР. Однако в ходе перестройки в СССР возникли новые надежды на улучшение отношений.
После событий августа 1991 года, распада СССР и образования Содружества Независимых Государств, которое голландцы приветствовали, двусторонние отношения в целом продолжали поступательно развиваться. Голландцы поддержали политику реформ нового руководства России.

## Здание посольства
Посольство России в Нидерландах расположено на так называемой «вилле Тотила», которую посольство СССР арендовало с 1945 года, а в 1964 году правительство СССР выкупило это здание. В настоящее время оно является собственностью России.